# Regina Torné
Regina Torné (Tabasco, 2 de outubro de 1943) é uma atriz e comediante mexicana. Filha de mãe espanhola e pai mexicano.

## Carreira
Ficou conhecida pela atuação no seriado Chaves em 1978. Regina interpretou a terceira versão da personagem "Gloria", a tia da Paty, também conhecida como "a senhorita do 24". Tem trabalhado na Televisa desde muito jovem, e também é reconhecida pelo seu desempenho no filme Como Água para Chocolate. Consequentemente, ficou conhecida por interpretar vilãs em novelas, como a "Prudencia" em La loba.

## Telenovelas & Séries
- 2014 - Siempre tuya Acapulco - Soraya Patiño
- 2011 - Cielo rojo - Loreto Encinas
- 2010 - La Loba - Prudencia Alcazár de Valle
- 2009 - Verano - Nadine Alvanmár
- 2008 - Juro que te amo - Mabel Santomayor
- 2007 - La Niñera - Miss Emilia
- 2006 - Rebelde - Prof. Ingrid Mayer
- 2004 - Belinda - Eloísa Fuenmayor
- 2002 - Por tí - Francisca
- 2002 - Lo que callamos las mujeres - Doña Cruz
- 2001 - Como en el cine - Romualda
- 2000 - El Amor no es como lo pintan - Engracia Valdés de Galán
- 1999 - Catalina y Sebastián - Antonieta
- 1998 - La Chacala - Consuelo
- 1998 - Chiquititas - Soraya Rocche
- 1997 - Rivales por accidente - Viviana
- 1995 - Retrato de família - Miriam
- 1994 - Caminos cruzados - Katy
- 1994 - Agujetas de color de rosa - Sabrina
- 1993 - Clarissa - Débora
- 1988 - Camara infraganti - Lilian Moreno
- 1982 - Chispita - Sarah Lovato
- 1978 - El Chavo del Ocho - Glória
- 1978 - Rosalia - Aurora

## Filmes
- 2009 - Mi vida por ti - Diana San Román
- 1996 - Simple mortal - Liliana
- 1992 - Como água para chocolate - Mamá Elena
- 1992 - Tu puedes, si quieres - Coñi
- 1977 - Capulina Chisme Caliente - Geraldine
- 1976 - Tiempo y destiempo - Cristiana
- 1974 - Viento salvaje - Dínar
- 1972 - Hijos de Satanás
- 1969 - La Señora Muerte' - Marlene
- 1969 - Al fin a solas
- 1969 - Blue Demon contra las invasoras
- 1969 - Mujeres de medianoche - Mabel
- 1969 - El Crepúsculo de un dios
- 1969 - Las Infieles
- 1969 - The Big Cube -Queen Bee
- 1969 - Pacto diabólico
- 1969 - Las Luchadoras contra el robot asesino - Gaby
- 1968 - Las de oros
- 1968 - Los Asesinos - Angela Nelson
- 1968 - The Chinese Room - Sidonia Campos
- 1968 - Bajo el imperio del hampa'
- 1968 - Los Canallas'
- 1968 - I Spy - Elena
- 1967 - Dos pintores pintorescos
- 1967 - El Asesino se embarca - Paula
- 1967 - Pistoleros de la frontera
- 1967 - Rocambole contra las mujeres arpías
- 1967 - Adios cuñado
- 1966 - Jinetes de la llanura
- 1966 - El Rata
- 1966 - El Temerario
- 1966 - Solo de noche vienes
- 1966 - Nosotros los jóvenes
- 1966 - Despedida de soltera - Pilar

## Polêmicas
Em 2006, Regina del Pilar Campos Insuástegui, a filha de Regina Torné, foi acusada por homicídio e privação ilegal da liberdade.
Regina Torne duvida de que sua filha tem participado de um ato tão cruel como este, uma vez que garante que isso requer uma força verdadeiramente brutal e acredita que ela é inocente.
Em fevereiro do ano de 2014, surgiram rumores do falecimento da atriz. Porém, a mesma concedeu uma entrevista por telefone ao vivo para um canal do México, lamentando profundamente o boato mentiroso. O mesmo aconteceu com Roberto Gómez Bolaños antes de 2014. Link da entrevista é facilmente encontrado no YouTube.

## Prêmios

### Prémio Ariel
| Ano  | Categoria    | Filme                    | Resultado |
| ---- | ------------ | ------------------------ | --------- |
| 1992 | Melhor atriz | Como Água para Chocolate | Vencedora |

### Prêmio ACE
| Ano  | Categoria    | Telenovela | Resultado |
| ---- | ------------ | ---------- | --------- |
| 1995 | Melhor atriz | Clarisa    | Vencedora |

### Prêmio Bravo
| Ano  | Categoria               | Telenovela | Resultado |
| ---- | ----------------------- | ---------- | --------- |
| 2010 | Melhor atriz antagônica | La loba    | Vencedora |

- Premio a la Mujer 2011[7]